# Himalaya
Himalaya hay Hy Mã Lạp Sơn là một dãy núi ở châu Á, phân chia tiểu lục địa Ấn Độ khỏi cao nguyên Tây Tạng. Mở rộng ra, đó cũng là tên của một hệ thống núi hùng vĩ bao gồm cả Himalaya theo đúng nghĩa của từ này, Karakoram, Hindu Kush và các dãy núi nhỏ khác trải dài từ dãy núi Pamir. Tên gọi này bắt nguồn từ tiếng Sanskrit himālaya, một từ kép mang ý nghĩa "nơi ở của tuyết" (từ chữ hima "tuyết", và ālaya "nơi ở"; xem thêm Himavat).
Himalaya là dãy núi cao nhất Trái Đất và là nơi của 14 đỉnh núi cao nhất thế giới: các đỉnh cao trên 8.000 m, bao gồm cả đỉnh Everest. Để thấy được kích thước khổng lồ của những đỉnh núi trong dãy Himalaya, có thể so với đỉnh Aconcagua trong dãy Andes, với độ cao 6.962 m, là đỉnh cao nhất bên ngoài Himalaya, trong khi hệ thống núi Himalaya có trên 50 ngọn núi khác nhau đạt chiều cao vượt quá 7.200 m. Dãy Himalaya cũng là nơi khởi nguồn của 3 hệ thống sông lớn trên thế giới, đó là lưu vực các sông như sông Ấn, sông Hằng-Brahmaputra và sông Dương Tử. Khoảng 750 triệu người sống trên lưu vực của các con sông bắt nguồn từ dãy Himalaya, tính luôn cả Bangladesh.
Được nâng lên bởi sự hút chìm của mảng kiến tạo Ấn Độ dưới mảng Á-Âu, dãy Himalaya chạy theo hướng tây-tây bắc đến đông-đông nam trong một vòng cung dài 2.400 km (1.500 mi). Neo phía tây của nó, Nanga Parbat, nằm ngay phía nam của khúc quanh cực bắc của sông Indus. Neo phía đông của nó, Namcha Barwa, nằm ở phía tây của khúc quanh lớn của sông Yarlung Tsangpo (thượng nguồn của sông Brahmaputra). Dãy núi Himalaya giáp phía tây bắc bởi dãy Karakoram và dãy Hindu Kush. Ở phía bắc, chuỗi được tách ra khỏi cao nguyên Tây Tạng bởi một thung lũng kiến tạo rộng 50–60 km (31-37 mi) được gọi là Indus-Tsangpo. Hướng về phía nam vòng cung của dãy Himalaya được bao quanh bởi Đồng bằng Ấn-Hằng rất thấp. Phạm vi thay đổi về chiều rộng từ 350 km (220 mi) ở phía tây (Pakistan) đến 150 km (93 mi) ở phía đông (tỉnh Arunachal Pradesh). Himalaya khác biệt với các dãy lớn khác của Trung Á, mặc dù đôi khi thuật ngữ 'Himalaya' (hay 'Đại Hy Mã Lạp Sơn') được sử dụng một cách ít thông dụng hơn để bao gồm Karakoram và một số phạm vi khác.
Dãy Himalaya có 52,7 triệu người sinh sống, trải khắp 5 quốc gia: Bhutan, Trung Quốc, Ấn Độ, Nepal và Pakistan. Phạm vi Hindu Kush ở Afghanistan và Hkakabo Razi ở Myanmar thường không được tính, nhưng cả hai đều có (cùng với Bangladesh) một phần của hệ thống sông Hindu Kush Himalaya (HKH). Himalaya có ảnh hưởng sâu sắc đến khí hậu của khu vực, giúp giữ mưa gió mùa trên đồng bằng Ấn Độ và hạn chế lượng mưa trên cao nguyên Tây Tạng. Himalaya đã định hình sâu sắc các nền văn hóa của tiểu lục địa Ấn Độ, với nhiều đỉnh núi thuộc dãy núi Himalaya được coi là linh thiêng trong Ấn Độ giáo, Phật giáo và Kỳ Na giáo.

## Tên gọi
Tên của phạm vi bắt nguồn từ tiếng Phạn Himālaya (हिमालय, "Nơi ở của tuyết"), từ himá (हिम, "tuyết") và ā-laya (आलय, "nơi ở, nơi trú ngụ"). Hiện tại chúng được gọi là "Dãy núi Himalaya", thường được rút ngắn thành "Himalaya". Trước đây, chúng được mô tả theo số ít là Himalaya và được biểu hiện dưới dạng Himavan trong các tác phẩm cũ. Điều này trước đây cũng được phiên âm là Himmaleh, như trong thơ của Emily Dickinson và các bài tiểu luận của Henry David Thoreau.
Những ngọn núi được biết đến với tên gọi là Himālaya trong tiếng Nepal và tiếng Hindi (cả hai đều được viết là हिमालय), hay dãy núi tuyết '(ཧི་མ་ལ་ཡ་) ở Tây Tạng, dãy núi Himāliya (tiếng Urdu: سلسلہ کوہ ہمالیہ) trong tiếng Urdu và dãy núi Ximalaya (tiếng Trung giản thể: 喜马拉雅山脉; tiếng Trung phồn thể: 喜馬拉雅山脈; bính âm: Xǐmǎlāyǎ Shānmài) trong tiếng Trung Quốc. (Tiếng Quảng Đông: hei-mã-lai-ngã san-mặk (hei1 maa5 laai1 ngaa5 saan1 mak6).)

## Địa lí
Dãy Himalaya bao gồm các dãy núi song song: Đồi Sivalik ở phía nam; dãy Himalaya thấp hơn; dãy núi Đại Himalaya, là dãy cao nhất và trung tâm; và dãy Himalaya ở phía bắc. Karakoram thường được coi là tách biệt với dãy Himalaya.
Ở giữa đường cong lớn của dãy núi Himalaya nằm trên đỉnh Dhaulagiri và khối núi Annapurna ở Nepal cao 8.000 m (26.000 ft) ở Nepal, cách nhau bởi Hẻm núi Kali Gandaki. Hẻm núi phân chia dãy Himalaya thành các phần phía tây và phía đông cả về mặt sinh thái và địa lý - đường đèo ở đầu Kali Gandaki, Kora La là điểm thấp nhất trên đường vòng giữa Everest và K2 (đỉnh cao nhất của dãy Karakoram và Pakistan). Về phía đông của Annapurna là các đỉnh Manaslu cao 8.000 m (5,0 dặm) và qua biên giới ở Tây Tạng, Shishapangma. Ở phía nam của nó nằm ở thủ đô Kathmandu của Nepal và là thành phố lớn nhất ở dãy Himalaya. Phía đông thung lũng Kathmandu là thung lũng của sông Bhote/Sun Kosi dâng lên ở Tây Tạng và cung cấp tuyến đường bộ chính giữa Nepal 
Ở vùng viễn đông của Nepal, dãy Himalaya nổi lên khối núi Kanchenjunga ở biên giới với Ấn Độ, ngọn núi cao thứ ba trên thế giới, đỉnh núi cao nhất 8.000 m (26.000 ft) và là điểm cao nhất của Ấn Độ. Phía đông của Kanchenjunga thuộc bang Sikkim của Ấn Độ. Trước đây là một Vương quốc độc lập, nó nằm trên tuyến đường chính từ Ấn Độ đến Lhasa, Tây Tạng, đi qua đèo Nathu La vào Tây Tạng. Phía đông Sikkim là Vương quốc Phật giáo cổ đại của Bhutan. Ngọn núi cao nhất ở Bhutan là Gangkhar Puensum, đây cũng là một ứng cử viên nặng ký cho ngọn núi chưa được chinh phục cao nhất thế giới. Dãy Himalaya ở đây đang ngày càng trở nên gồ ghề với những thung lũng dốc rừng rậm rạp. Himalaya tiếp tục, quay nhẹ về phía đông bắc, qua bang Arunachal Pradesh của Ấn Độ cũng như Tây Tạng, trước khi đi đến kết thúc ở đỉnh Namche Barwa, nằm ở Tây Tạng bên trong khúc quanh lớn của sông Yarlung Tsangpo. Ở phía bên kia của Tsangpo, về phía đông, là những ngọn núi Kangri Garpo. Tuy nhiên, những ngọn núi cao ở phía bắc của Tsangpo, bao gồm cả Gyala Peri, đôi khi cũng được đưa vào dãy Himalaya.
Đi về phía tây từ Dhaulagiri, miền tây Nepal có phần xa xôi và thiếu những ngọn núi cao lớn, nhưng là nơi có hồ Rara, hồ lớn nhất ở Nepal. Sông Karnali dâng lên ở Tây Tạng nhưng cắt qua trung tâm của khu vực. Xa hơn về phía tây, biên giới với Ấn Độ theo sông Sarda và cung cấp một tuyến giao thương vào Trung Quốc, nơi trên cao nguyên Tây Tạng là đỉnh cao của Gurla Mandhata. Ngay bên kia hồ Manasarovar từ đây là núi Kailash linh thiêng, nằm sát nguồn của bốn con sông chính của dãy Himalaya và được tôn sùng trong Ấn Độ giáo, Phật giáo, Sufism, Kỳ Na giáo và Bonpo. Ở bang Uttarakhand mới được thành lập của Ấn Độ, dãy Himalaya lại nổi bật trở lại ở huyện Kumaon với các đỉnh núi cao Nanda Devi và Kamet. Bang này cũng là một điểm đến hành hương quan trọng, với nguồn gốc của sông Hằng tại Gangotri và Yamuna tại Yamunotri, và các đền thờ tại Badrinathpuri và Kedarnath.

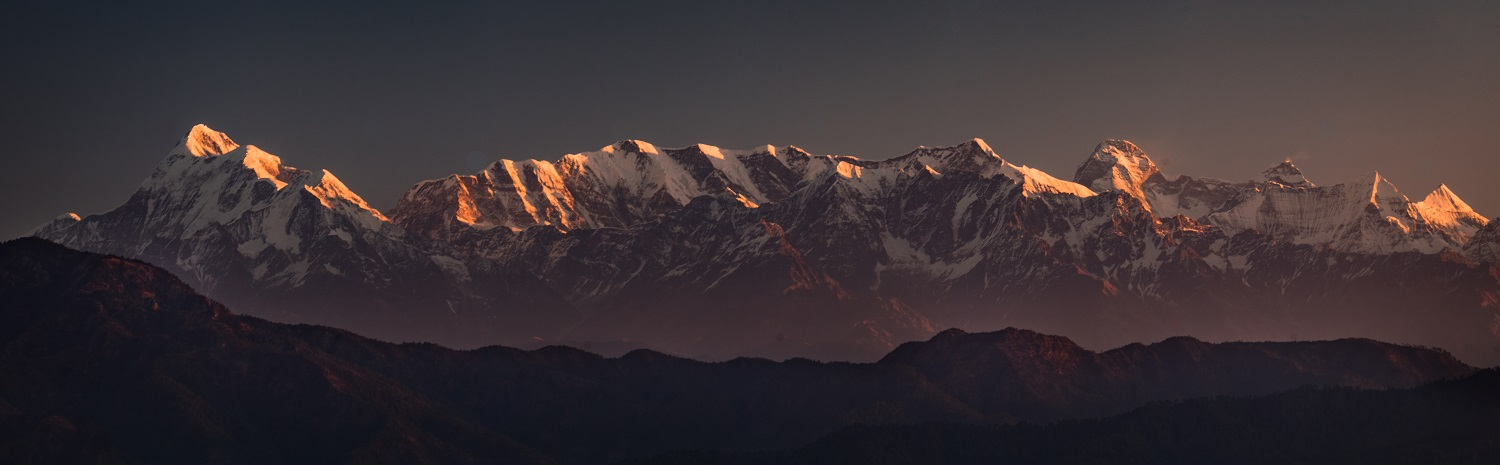
Đỉnh Himalaya ở huyện Garhwal, chụp từ Ranikhet, Almora ở huyện Kumaon, bang Uttarakhand, Ấn Độ.

Tiểu bang tiếp theo của dãy núi Himalaya, Himachal Pradesh, được ghi nhận là các trạm đồi, đặc biệt là Shimla, thủ đô mùa hè của Raj thuộc Anh và Dharmasala, trung tâm của cộng đồng Tây Tạng lưu vong ở Ấn Độ. Khu vực này đánh dấu sự khởi đầu của sông Punjab Himalaya và sông Sutlej, nơi đông đúc nhất trong năm nhánh của Ấn Độ, cắt ngang qua phạm vi ở đây. Xa hơn về phía tây, dãy Himalaya hình thành phần lớn phần phía nam của các lãnh thổ Liên minh do Ấn Độ quản lý là Jammu, Kashmir và Ladakh. Đỉnh núi đôi của Nun Kun là những ngọn núi duy nhất cao trên 7.000 m (4,3 dặm) trong phần này của dãy Himalaya. Bên dưới là thung lũng Kashmir nổi tiếng và thị trấn và hồ Srinagar. Cuối cùng, dãy Himalaya đạt đến điểm cuối phía tây của chúng ở đỉnh Nanga Parbat cao hơn 8.000 m (26.000 ft) trên thung lũng Indus. Đầu phía tây chấm dứt tại một địa điểm hùng vĩ gần Nanga Parbat ("núi sát thủ"), nơi các dãy Karakoram, Himalaya và Hindu Kush giao nhau. Nó nằm ở vùng Gilgit-Baltistan của Kashmir do Pakistan quản lý.

## Các đỉnh nổi tiếng
| Các đỉnh nổi tiếng | Các đỉnh nổi tiếng                                                                                     | Các đỉnh nổi tiếng | Các đỉnh nổi tiếng | Các đỉnh nổi tiếng   | Các đỉnh nổi tiếng | Các đỉnh nổi tiếng |
| Tên đỉnh           | Các tên gọi khác và ý nghĩa                                                                            | Cao độ (m)         | Cao độ (ft)        | First Western ascent | Ghi chú |                    |
| ------------------ | --- | ------------------ | ------------------ | -------------------- | --- | ------------------ |
| Everest            | Sagarmatha (Nepali), "Head of the World", Chomolangma Feng (Tiếng Tạng), "Goddess mother of the snows" | 8.848              | 29.035,44          | 1953                 | Núi cao nhất trên Trái Đất, nằm ở biên giới giữa Nepal và Tây Tạng, Trung Quốc.                                                                                      |                    |
| K2                 | Chogo Gangri, Qogir Feng, Mount Godwin Austen, Dapsang                                                 | 8.611              | 28.251             | 1954                 | Núi cao thứ 2 trên Trái Đất. Nằm trên biên giới giữa Taxkorgan Tajik Autonomous County của Xinjiang, Trung Quốc và Northern Areas của Pakistan-administered Kashmir. |                    |
| Kangchenjunga      | Kangchen Dzö-nga, "Five Treasures of the Great Snow"                                                   | 8.586              | 28.169             | 1955                 | Núi cao thứ 3 trên Trái Đất. Nằm trên biên giới giữa Nepal và Sikkim, Ấn Độ.                                                                                         |                    |
| Lhotse             | "South Peak"                                                                                           | 8.516              | 27.940             | 1956                 | Núi cao thứ 4 trên Trái Đất, nằm giữa Khu tự trị Tây Tạng, Trung Quốc, và Nepal.                                                                                     |                    |
| Makalu             | "The Great Black"                                                                                      | 8.462              | 27.765             | 1955                 | Núi cao thứ 5 trên Trái Đất nằm trên biên giới giữa Khu tự trị Tây Tạng, Trung Quốc và Nepal.                                                                        |                    |
| Cho Oyu            | Qowowuyag, "Turquoise Goddess"                                                                         | 8.201              | 26.905             | 1954                 | Núi cao thứ 6 trên Trái Đất nằm trên biên giới giữa Khu tự trị Tây Tạng, Trung Quốc và Nepal                                                                         |                    |
| Dhaulagiri         | "White Mountain"                                                                                       | 8.167              | 26.764             | 1960                 | Núi cao thứ 7 trên Trái Đất nằm ở Nepal. |                    |
| Manaslu            | Kutang, "Mountain of the Spirit"                                                                       | 8.156              | 26.758             | 1956                 | Núi cao thứ 8 trên Trái Đất nằm ở Gurkha Himal, Nepal. |                    |
| Nanga Parbat       | Diamir, "Naked Mountain"                                                                               | 8.126              | 26.660             | 1953                 | Núi cao thứ 9 trên Trái Đất nằm ở Northern Areas, Pakistan. |                    |
| Annapurna          | "Goddess of the Harvests"                                                                              | 8.091              | 26.545             | 1950                 | Núi cao thứ 10 trên Trái Đất nằm ở Nepal. |                    |
| Gasherbrum I       | "Beautiful Mountain"                                                                                   | 8.080              | 26.509             | 1958                 | Núi cao thứ 11 trên Trái Đất nằm ở Karakoram, Pakistan |                    |
| Broad Peak         | Faichan Kangri                                                                                         | 8.047              | 26.401             | 1957                 | Núi cao thứ 12 trên Trái Đất nằm ở Karakoram, Pakistan. |                    |
| Gasherbrum II      | - | 8.035              | 26.362             | 1956                 | Núi cao thứ 13 trên Trái Đất nằm ở Karakoram, Pakistan. |                    |
| Shishapangma       | Xixiabangma, "Crest Above The Grassy Plains", Gosainthan                                               | 8.013              | 26.289             | 1964                 | Núi cao thứ 14 trên Trái Đất nằm ở Khu tự trị Tây Tạng, Trung Quốc.                                                                                                  |                    |
| Gyachung Kang      | unknown                                                                                                | 7.952              | 26.089             | 1964                 | Núi cao thứ 15 trên Trái Đất nằm ở biên giới giữa Khu tự trị Tây Tạng, Trung Quốc và Nepal.                                                                          |                    |
| Gasherbrum IV      | - | 7.925              | 26.001             | 1958                 | Núi cao thứ 17 trên Trái Đất nằm ở Karakoram, Pakistan. |                    |
| Masherbrum         | unknown                                                                                                | 7.821              | 25.660             | 1960                 | Núi cao thứ 22 trên Trái Đất nằm ở Karakoram, Pakistan. |                    |
| Nanda Devi         | "Bliss-giving Goddess"                                                                                 | 7.817              | 25.645             | 1936                 | Núi cao thứ 23 trên Trái Đất nằm ởUttarakhand, India. Là ngọn núi cao nhất nằm hoàn toàn trong lãnh thổ Ấn Độ.                                                       |                    |
| Rakaposhi          | "Shining Wall"                                                                                         | 7.788              | 25.551             | 1958                 | Núi nằm ở Pakistani Karakoram. |                    |
| Gangkhar Puensum   | Gankar Punzum, "Three Mountain Siblings"                                                               | 7.570              | 24.836             | Unclimbed            | Ngọn núi cao nhất chưa có người chinh phục nằm ở vương quốc Bhutan.                                                                                                  |                    |
| Ama Dablam         | "Mother And Her Necklace"                                                                              | 6.848              | 22.467             | 1961                 | Là một trong những đỉnh đẹp nhất ở Himalaya, nằm ở Khumbu, Nepal. |                    |

## Địa chất

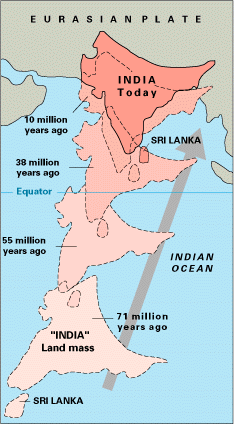
Hành trình hơn 6.000 km của mảng Ấn Độ trước khi nó va vào mảng châu (Á-Âu) cách đây khoảng 40 đến 50 triệu năm

Himalaya là một trong những dải núi trẻ nhất trên Trái Đất và bao gồm chủ yếu là các đá trầm tích và đá biến chất được nâng lên. Theo học thuyết kiến tạo mảng, sự hình thành của nó là kết quả của sự va chạm lục địa hoặc tạo núi dọc theo ranh giới hội tụ giữa mảng Ấn-Úc và mảng Á-Âu. Dải núi này được xem là núi nếp uốn.
Sự va chạm bắt đầu vào Creta thượng cách đây khoảng 70 triệu năm, khi mảng Ấn-Úc chuyển động về phía bắc với vận tốc khoảng 15 cm/năm và va chạm với mảng Á-Âu.Cách đây khoảng 50 triệu năm, mảng Ấn-Úc này đã đóng kín hoàn toàn đại dương Tethys, sự tồn tại của đại dương này được xác định thông qua các đá trầm tích lắng đọng trên đáy đại dương, và các núi lửa ở rìa của nó. Vì các trầm tích này nhẹ nên nó được nâng lên thành núi thay vì bị chìm xuống đáy đại dương. Mảng Ấn-úc tiếp tục di chuyển theo chiều ngang bên dưới cao nguyên Thanh Tạng làm cho cao nguyên này nâng lên. Cao nguyên Arakan Yoma ở Myanma và quần đảo Andaman và Nicobar thuộc vịnh Bengal cũng được hình thành do sự va chạm này.
Mảng Ấn-Úc vẫn đang chuyển động với tốc độ 67 mm/năm, và hơn 10 triệu năm nữa nó sẽ đi sâu khoảng 1.500 km vào châu Á. Khoảng 20 mm/năm của sự hội tụ Ấn-Á theo đứt gãy dọc theo sườn phía nam của Himalaya. Điều này làm cho Himalaya nâng cao khoảng 5 mm/năm. Sự chuyển động của mảng Ấn Độ vào mảng châu Á cũng gây ra các hoạt động địa chấn như động đất thường xuyên ở khu vực này.
Trong kỷ băng hà cuối cùng, có một dòng sông băng kết nối giữa Kangchenjunga ở phía đông và Nanga Parbat ở phía tây. Ở phía tây, các sông băng kết hợp với mạng lưới băng ở Karakoram và ở phía bắc, chúng đã hợp nhất với khối băng cũ ở nội địa Tây Tạng. Ở phía nam, các sông băng chảy ra đã kết thúc dưới độ cao 1.000-2.000 m (3.300-6.600 ft). Trong khi các sông băng thung lũng hiện tại của dãy Himalaya có chiều dài tối đa 20 đến 32 km (12 đến 20 mi), một số sông băng thung lũng chính dài 60 đến 112 km (37 đến 70 dặm) trong thời kỳ băng hà. Đường băng tuyết của sông băng (độ cao nơi sự tích lũy và mài mòn của sông băng được cân bằng) thấp hơn khoảng 1.400-1.660 m (4.590-55050) so với hiện nay. Do đó, khí hậu lạnh hơn ít nhất 7,0 đến 8,3 °C (12,6 đến 14,9 °F) so với hiện nay.

## Thủy văn

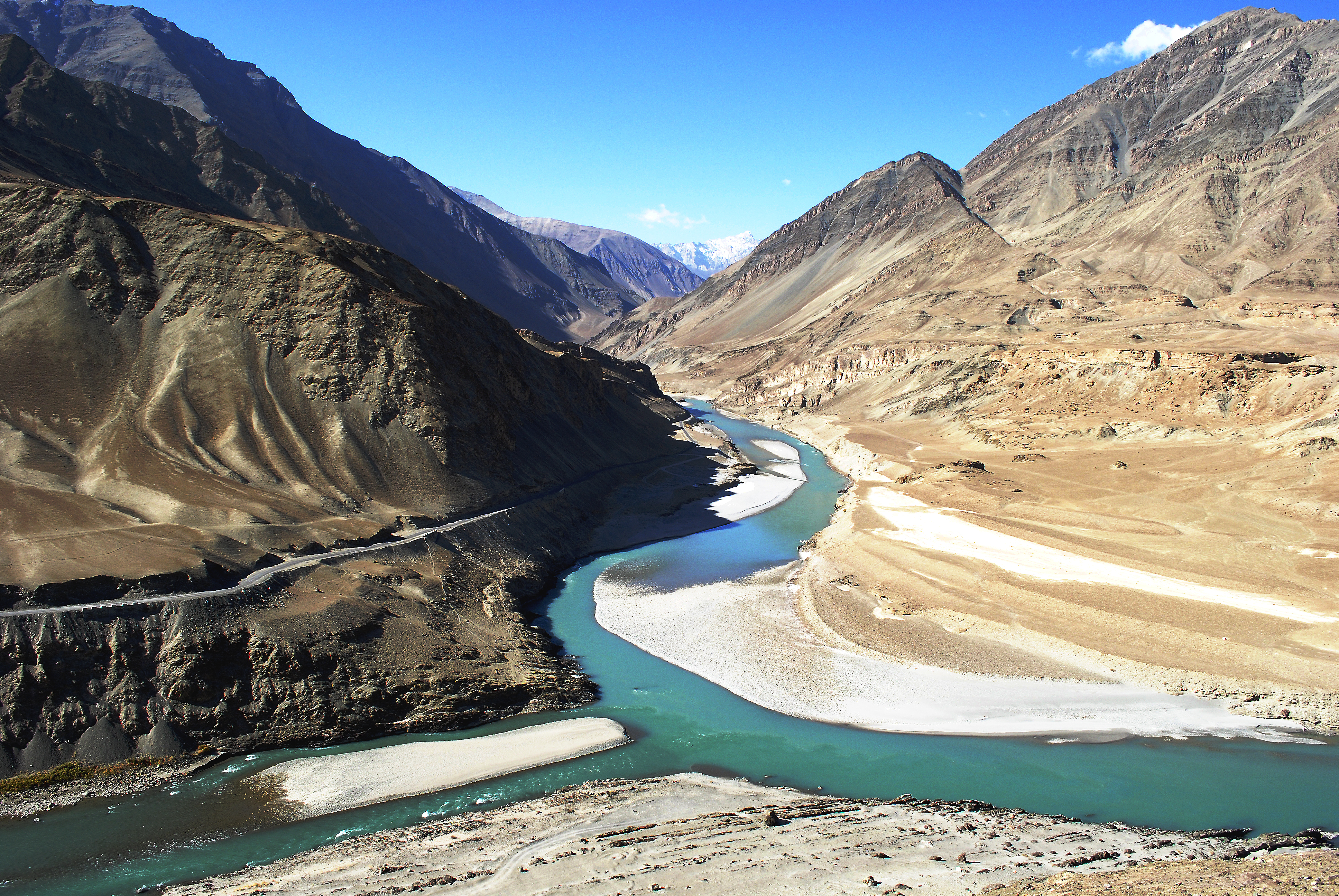
Sông Indus

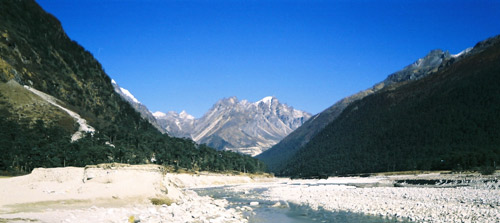
Dãy Himalaya ở Yumesongdong thuộc Sikkim, ở thung lũng sông Yumthang

Mặc dù quy mô của chúng, dãy Himalaya không tạo thành một lưu vực lớn và một số dòng sông cắt ngang qua phạm vi, đặc biệt là ở phía đông của phạm vi. Do đó, sườn núi chính của dãy Himalaya không được xác định rõ ràng và đường đèo núi không có ý nghĩa đối với việc vượt qua phạm vi như với các dãy núi khác. Các con sông của dãy Himalaya chảy vào hai hệ thống sông lớn:
- Các sông phía tây, trong đó Sông Ấn là sông lớn nhất, tạo thành thung lũng sông Ấn. Sông Ấn bắt nguồn từ Tây Tạng tại nơi giao nhau của các sông Sengge và Gar và chảy về phía tây nam qua Ấn Độ và sau đó qua Pakistan để vào biển Ả Rập. Nó được cấp nước thêm từ Sông Jhelum, Chenab, Ravi, Beas, và sông Sutlej, cùng với các sông khác.
- Hầu hết các sông khác của Himalaya chảy vào thung lũng sông Hằng-Brahmaputra. Các sông chính gồm Sông Hằng, Brahmaputra và Yamuna, cũng như các chi lưu khác. Brahmaputra bắt nguồn từ sông Yarlung Tsangpo ở tây Tây Tạng, và chảy về phía đông qua Tây Tạng và về phía tây qua các đồng bằng Assam. Sông Hằng và Brahmaputra gặp nhau ở Bangladesh, và chảy vào Vịnh Bengal qua châu thổ lớn nhất thế giới Sundarbans.[3]

### Sông băng
Himalaya là nơi tích tụ băng và tuyết lớn thứ 3 trên thế giới chỉ sau Nam Cực và Bắc Cực. Dãy Himalaya kéo dài qua khoảng 15.000 sông băng với khoảng 12.000 km³ nước ngọt. Các sông băng như Gangotri và Yamunotri (Uttarakhand) và Khumbu (khu vực đỉnh Everest), Langtang (vùng Langtang) và Zemu (Sikkim).
Do nằm gần chí tuyến Bắc, ranh giới băng tuyết vĩnh cửu của Himalaya nằm ở đường có độ cao lớn nhất trên thế giới trong khoảng 5.500 mét (18.000 ft). Ngược lại, các núi ở xích đạo thuộc New Guinea, Rwenzoris và Colombia có đường băng tuyết thấp hơn ở độ cao 900 mét (2.950 ft). Các khu vực cao hơn của Himalaya có tuyết phủ quanh năm, mặc dù chúng nằm gần vùng nhiệt đới, và chúng là thượng nguồn của các con sông lớn có dòng chảy quanh năm.
Trong những năm gần đây, các nhà khoa học đã theo dõi sự gia tăng đáng chú ý về tốc độ rút lui của sông băng trên toàn khu vực do hậu quả của biến đổi khí hậu. Ví dụ, các hồ băng đã hình thành nhanh chóng trên bề mặt các sông băng phủ đầy mảnh vụn ở dãy núi Himalaya trong suốt vài thập kỷ qua. Mặc dù tác dụng của việc này sẽ không được biết đến trong nhiều năm, nhưng nó có thể có nghĩa là thảm họa đối với hàng trăm triệu người sống dựa vào sông băng để nuôi sống các dòng sông trong mùa khô.

### Hồ

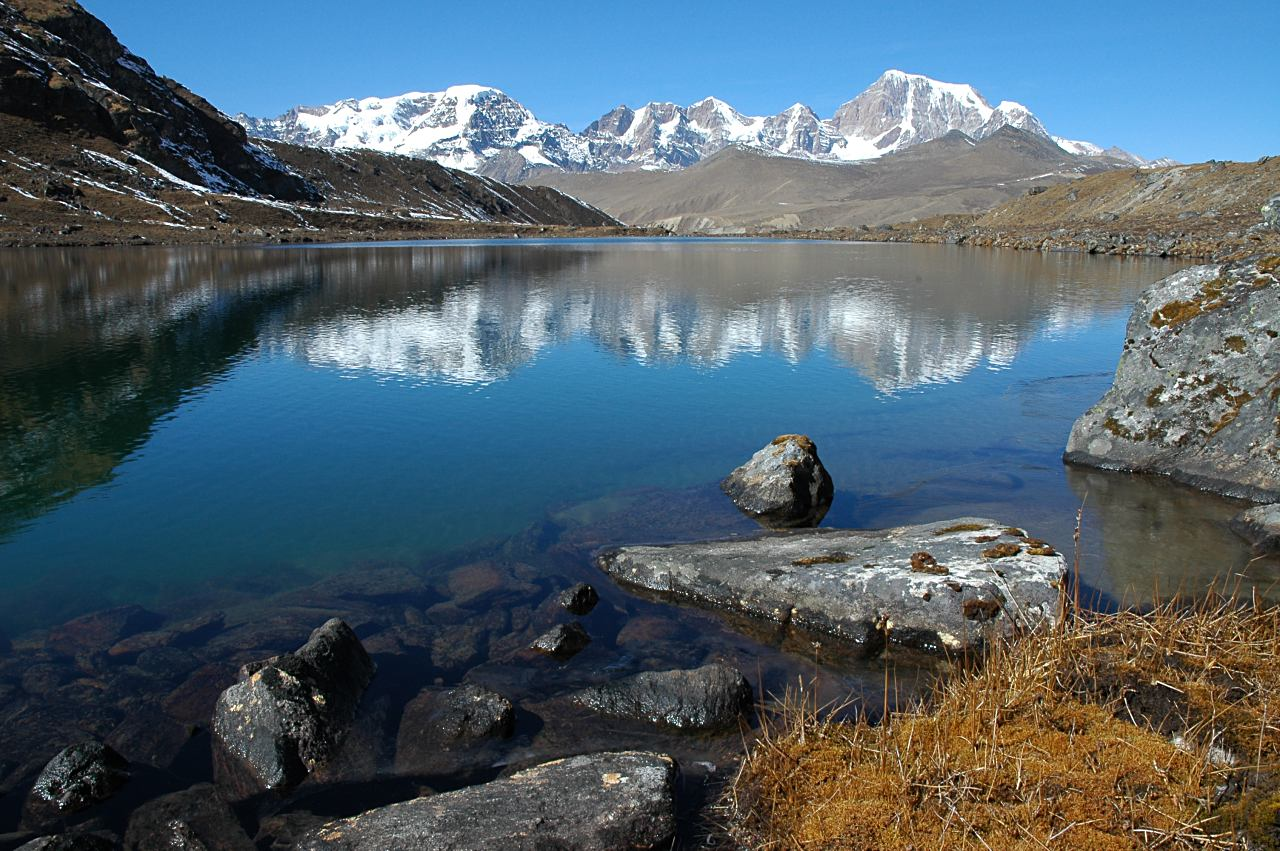
Một hồ nước cao trên dãy núi Himalaya ở độ cao khoảng 5.000 mét ở Sikkim, Ấn Độ

Khu vực Himalaya có đến hàng trăm hồ. Hầu hết các hồ được tìm thấy ở độ cao nhỏ hơn 5.000 m, với kích thước hồ giảm dần theo độ cao. Hầu hết các hồ lớn hơn nằm ở phía bắc của dãy núi chính. Chúng bao gồm hồ nước ngọt linh thiêng Manasarovar, gần núi Kailas với diện tích 420 km2 (160 dặm vuông) và tọa lạc ở độ cao 4.590 m (15.060 ft). Nó chảy vào hồ Rakshastal gần đó với diện tích 250 km2 (97 dặm vuông) và nằm thấp hơn một chút ở độ cao 4.575 m (15,010 ft). Hồ Puma Yumco là một trong những hồ cao nhất trong số các hồ lớn hơn ở độ cao 5.030 m (16.500 ft).
Đi về phía nam của dãy núi, các hồ có kích thước nhỏ hơn. Hồ TIlyicho ở Nepal thuộc khối núi Annapurna là một trong những hồ ở độ cao cao nhất trên thế giới. Hồ Pangong, nằm trên biên giới giữa Ấn Độ và Trung Quốc, và hồ Yamdrok, nằm ở trung tâm Tây Tạng, là hai trong số những hồ có diện tích bề mặt lớn nhất theo thứ tự là 700 km², và 638 km². Các hồ nổi tiếng khác như hồ Phoksundo thuộc vườn quốc gia Shey Phoksundo của Nepal, Hồ Gurudongmar ở Bắc Sikkim, Hồ Gokyo ở quận Solukhumbu, hồ Rara ở phía tây Nepal, và hồ Tsongmo gần biên giới Ấn Độ-Trung Quốc ở Sikkim.
Một vài hồ có khả năng gây nguy hiểm do vỡ hồ băng. Hồ băng Tsho Rolpa ở thung lũng Rowaling thuộc quận Dolakha của Nepal, là hồ đang trong tình trạng nguy hiểm nhất. Hồ nằm ở độ cao 4.580 mét (15.030 ft) đã phát triển đáng kể trong vòng 50 năm qua do băng tan.
Các hồ trên núi được các nhà địa lý gọi là tarn nếu chúng được tạo ra bởi hoạt động của băng giá. Tarn được tìm thấy phổ biến ở các vùng thượng nguồn ở Himalaya có độ cao trên 5.500 m.
Vùng đất ngập nước ôn đới của dãy núi Himalaya cung cấp môi trường sống và nơi sinh sống quan trọng cho các loài chim di cư. Nhiều hồ có độ cao trung bình và thấp vẫn còn được nghiên cứu kém về mặt thủy văn và đa dạng sinh học, như Khecheopalri ở Sikkim Đông dãy Himalaya.

## Khí hậu
Kích thước rộng lớn, phạm vi độ cao khổng lồ và địa hình phức tạp của dãy Himalaya có nghĩa là vùng núi này có nhiều loại khí hậu, từ cận nhiệt đới ẩm ở chân đồi đến điều kiện hoang mạc khô, lạnh ở phía Tây Tạng của dãy núi. Đối với phần lớn dãy Himalaya - ở phía nam của những ngọn núi cao, ngoại trừ ở phía tây xa nhất, đặc điểm đặc trưng nhất của khí hậu là gió mùa. Mưa lớn đến vào gió mùa tây nam vào tháng 6 và kéo dài đến tháng 9. Gió mùa có thể ảnh hưởng nghiêm trọng đến giao thông và gây ra những trận sạt lở đất lớn. Nó cũng hạn chế cơ hội du lịch - mùa leo núi và trekking bị giới hạn trong cả trước gió mùa vào tháng Tư/tháng Năm hoặc sau gió mùa vào tháng Mười/tháng Mười Một (mùa thu). Nepal và Sikkim thường được coi là có năm mùa: mùa hè, gió mùa, mùa thu, (hoặc sau gió mùa), mùa đông và mùa xuân.
Nếu theo phân loại khí hậu Köppen, độ cao thấp hơn của dãy Himalaya, đạt đến độ cao trung bình ở miền trung Nepal (bao gồm thung lũng Kathmandu), được phân loại là Cwa, tức khí hậu cận nhiệt đới ẩm với mùa đông khô. Ở những nơi cao hơn, hầu hết các dãy Himalaya có khí hậu cao nguyên cận nhiệt đới (Cwb).
Ở phía tây xa nhất của dãy Himalaya, phía tây thung lũng Kashmir và thung lũng Indus, gió mùa Nam Á không còn là yếu tố chi phối và phần lớn mưa rơi vào mùa xuân. Srinagar nhận được khoảng 723 mm (28 in) khoảng một nửa lượng mưa của các địa điểm như Shimla và Kathmandu, với những tháng ẩm nhất là tháng ba và tháng tư.
Phía bắc của dãy Himalaya, còn được gọi là dãy núi Himalaya Tây Tạng, rất lạnh và khô, nói chung là đặc biệt lộng gió ở phía tây nơi có khí hậu sa mạc lạnh. Thảm thực vật thưa thớt, còi cọc và mùa đông lạnh giá. Hầu hết lượng mưa trong khu vực ở dạng tuyết trong những tháng cuối mùa đông và mùa xuân.
Tác động cục bộ đến khí hậu có ý nghĩa trên khắp dãy Himalaya. Nhiệt độ giảm 6,5 °C (11,7 °F) mỗi khi độ cao tăng thêm 1.000 m (3.300 ft). Điều này dẫn đến sự đa dạng của khí hậu từ khí hậu gần như nhiệt đới ở chân đồi, đến vùng lãnh nguyên và băng tuyết vĩnh cửu ở độ cao lớn hơn. Khí hậu địa phương cũng bị ảnh hưởng bởi địa hình: Phía bên kia của dãy núi nhận được ít mưa hơn trong khi các sườn dốc tiếp xúc với lượng mưa lớn và bóng mưa của những ngọn núi lớn có thể là đáng kể, ví dụ dẫn đến điều kiện sa mạc ở Thượng Mustang. được che chở khỏi những cơn mưa gió mùa bởi các khối núi Annapurna và Dhaulagiri và có lượng mưa hàng năm khoảng 300 mm (12 in), trong khi Pokhara ở phía nam của khối núi có lượng mưa đáng kể (3.900 mm hoặc 150 trong một năm). Do đó, mặc dù lượng mưa hàng năm thường cao hơn ở phía đông so với phía tây, các biến thể địa phương thường quan trọng hơn.
Himalaya có ảnh hưởng sâu sắc đến khí hậu của tiểu lục địa Ấn Độ và cao nguyên Tây Tạng. Chúng ngăn những cơn gió lạnh, khô cằn thổi về phía nam vào tiểu lục địa, khiến phần lớn khu vực Nam Á ấm hơn nhiều so với các vùng ôn đới tương ứng ở các lục địa khác. Nó cũng tạo thành một rào cản cho gió mùa, khiến chúng không di chuyển về phía bắc và gây ra mưa lớn ở vùng Terai. Himalaya cũng được cho là đóng một phần quan trọng trong sự hình thành các sa mạc Trung Á, như sa mạc Taklamakan và sa mạc Gobi.
Sự gia tăng tổn thất băng trên dãy Himalaya trong 40 năm qua đã được chứng minh bằng ảnh vệ tinh. Ngay cả khi mục tiêu 1,5 °C đầy tham vọng sẽ đạt được, sông băng Himalaya dự kiến sẽ mất một phần ba bề mặt của chúng.

## Sinh thái
Hệ động và thực vật của Himalaya biến đổi theo khí hậu, lượng mưa, độ cao, và đất. Khí hậu thay đổi từ nhiệt đới ở chân núi đến băng tuyết vĩnh cửu ở những đỉnh cao nhất. Lượng mưa hàng năm tăng từ tây sang đông dọc theo sườn phía nam của dải núi. Sự đa dạng về khí hậu, độ cao, lượng mưa, và đất đai tạo điều kiện cho nhiều quần xã động - thực vật phát triển. Ví dụ như ở những độ cao rất lớn (áp suất thấp) cùng với khí hậu cực lạnh cho phép các sinh vật ái cực, vốn chịu được điều kiện rất khắc nghiệt, sống sót.
Ở độ cao lớn, loài báo tuyết khó phát hiện và từng có nguy cơ tuyệt chủng là loài săn mồi chính của khu vực. Con mồi của nó bao gồm các thành viên của gia đình dê gặm cỏ trên đồng cỏ núi cao và sống trên địa hình đá, đáng chú ý là cừu Bharal đặc hữu hoặc cừu hoang Himalaya. Hươu xạ bụng trắng cũng được tìm thấy ở độ cao lớn. Do thường xuyên bị săn bắt để lấy xạ hương của nó, bây giờ loài hươu này rất hiếm và có nguy cơ tuyệt chủng. Các loài động vật ăn cỏ đặc hữu hoặc gần đặc hữu khác bao gồm sóc Marmota, dê núi sừng ngắn Himalaya, bò Tây Tạng, trâu rừng Tây Tạng, sơn dương Himalaya và ban linh Himalaya. Các phân loài sống ở Himalaya đang bị đe dọa nghiêm trọng của loài gấu nâu được tìm thấy lẻ tẻ trên phạm vi cũng như gấu đen châu Á. Trong những ngọn núi hỗn hợp giữa rừng rụng lá và rừng lá kim ở phía đông dãy Himalaya, gấu trúc đỏ kiếm ăn trong những khu rừng tre rậm rạp. Phía dưới các khu rừng dưới chân đồi có một số loài linh trưởng khác nhau, bao gồm cả voọc vàng có nguy cơ tuyệt chủng và voọc xám Kashmir, với các phạm vi bị hạn chế ở phía đông và phía tây của dãy Himalaya. Ngoài ra hổ Bengal cũng thỉnh thoảng sinh sống ở chân đồi, và chúng thậm chí được báo cáo là đã xuất hiện ở độ cao 4,100 m ở một đoạn núi tại Bhutan.
Sự phát triển phong phú của hệ động thực vật thống nhất của Himalaya đang trải qua những thay đổi về hợp phần và cấu trúc do biến đổi khí hậu. Hydrangea hirta là một ví dụ về các loài hoa có thể được tìm thấy trong khu vực này. Sự gia tăng nhiệt động có thể làm cho một số loài chuyển lên sống ở những độ cao cao hơn. Rừng sồi bị thông xâm lấn ở khu vực Garhwal Himalaya. Có một số báo cáo về các loại cây ăn quả và thực vật có hoa thời kỳ đầu ở dạng loài thân gỗ, đặc biệt là rhododendron, táo và Myrica esculenta. Đặc tính dược của một số loài quan trọng có thể bị ảnh hưởng do biến đổi khi hậu.

## Văn hóa

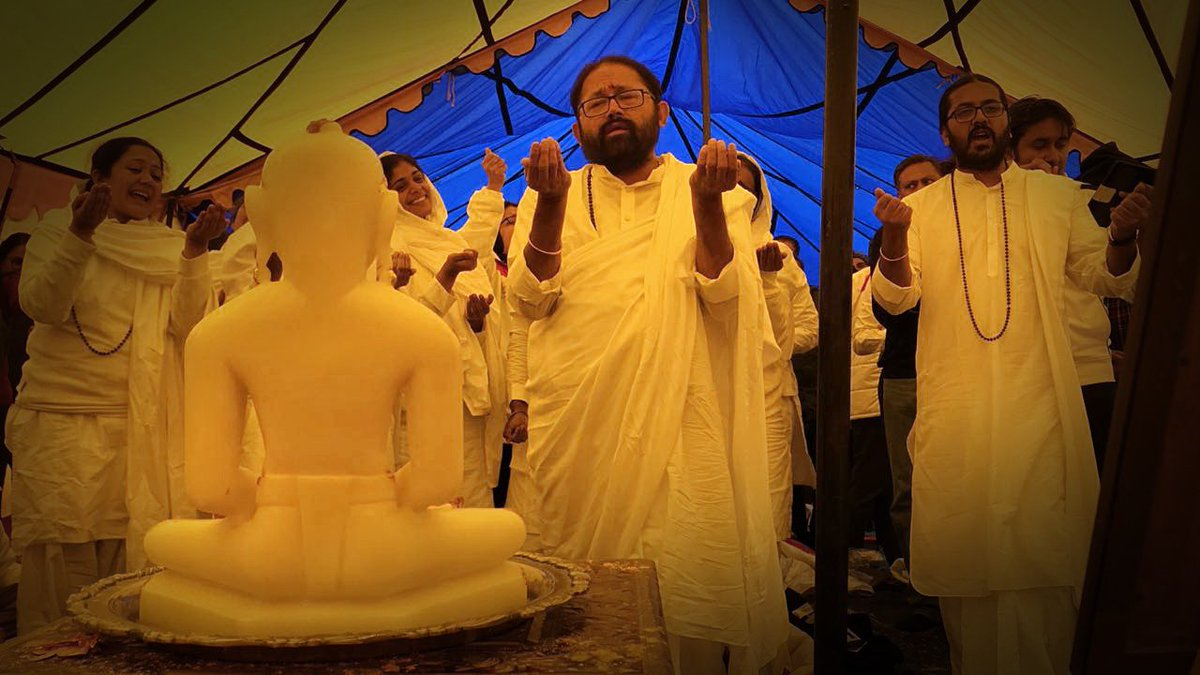
Khách hành hương Kỳ Na giáo trả tiền cho Tirthankara Rishabhdev gần núi Kailash.

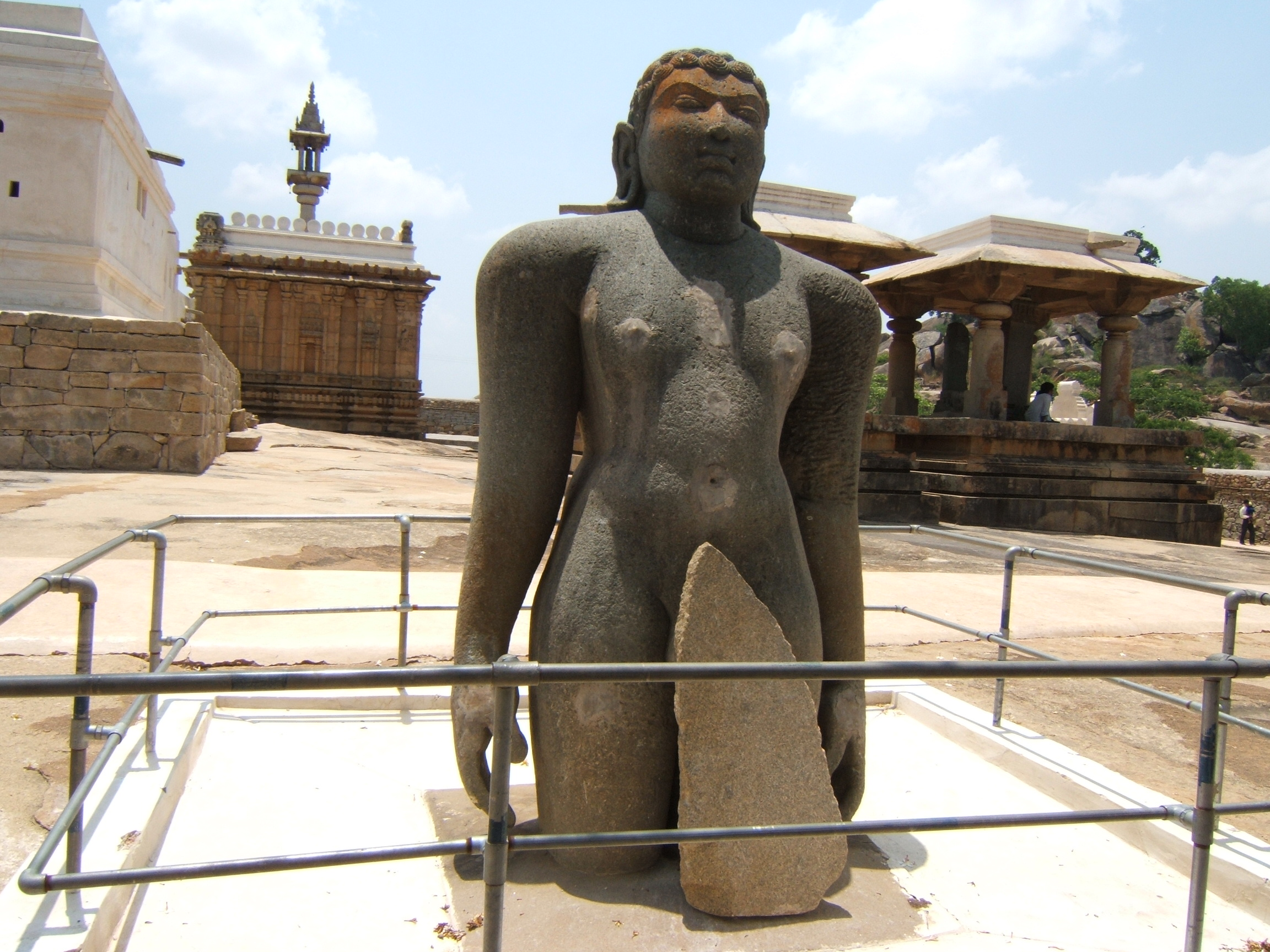
Theo truyền thống Ấn Độ, con trai của Hoàng đế Rishabhdev, Hoàng đế Bharata Chakravartin, sau đó người Ấn Độ được cho là có tên là Bharatvarsha đã đạt được niết-bàn tại núi Kailash.

Dân số Himalaya thuộc quần thể Himalaya bản địa bị cô lập văn hóa riêng biệt. Những nền văn hóa đó - Ấn Độ giáo (Ấn Độ), Phật giáo (Tây Tạng), Hồi giáo (Afghanistan, Iran) và thuyết vật linh (Miến Điện và Đông Nam Á) - đã tạo ra ở đây một nơi riêng biệt và độc đáo của riêng họ. Sự sắp xếp hiện tại của họ, mặc dù có một vài ngoại lệ, được liên kết với các khu vực địa lý cụ thể và độ cao tương đối mà tại đó chúng xảy ra.
Có nhiều khía cạnh văn hóa của dãy Himalaya. Trong đạo Kỳ Na, Núi Ashtapad ở Himalaya là một nơi linh thiêng nơi Jain Tirthankara đầu tiên, Rishabhdeva được giải thoát. Người ta tin rằng sau khi Rishabhdeva đạt được niết-bàn, con trai của ông, Hoàng đế Bharata Chakravartin, đã xây dựng ba bảo tháp và hai mươi bốn ngôi đền trong số 24 Tirthankara với những thần tượng của họ được đính đá quý ở đó và đặt tên là Sinharndha. Đối với người theo đạo Hindu, dãy Himalaya được nhân cách hóa thành Himavath, cha của nữ thần Parvati. Himalaya cũng được coi là cha đẻ của sông Hằng. Hai trong số những nơi hành hương thiêng liêng nhất đối với người theo Ấn Độ giáo là quần thể đền thờ ở Pashupatinath và Muktinath, còn được gọi là Saligrama vì sự hiện diện của những tảng đá đen thiêng gọi là saligram.
Những người theo đạo Phật cũng đặt tầm quan trọng rất lớn trên những ngọn núi của dãy Himalaya. Paro Taktsang là thánh địa nơi Phật giáo bắt đầu ở Bhutan. Muktinath cũng là nơi hành hương của Phật tử Tây Tạng. Họ tin rằng những cái cây trong khu rừng dương xuất phát từ gậy đi bộ của tám mươi bốn pháp sư Phật giáo Ấn Độ cổ đại hay mahasiddhas. Họ coi saligram là đại diện của vị thần rắn Tây Tạng được gọi là Gawo Jagpa. Sự đa dạng của người dân Himalaya thể hiện theo nhiều cách khác nhau. Nó thể hiện qua kiến trúc, ngôn ngữ và phương ngữ, tín ngưỡng và nghi lễ của họ, cũng như quần áo của họ. Hình dạng và vật liệu của nhà dân phản ánh nhu cầu thực tế và niềm tin của họ. Một ví dụ khác về sự đa dạng giữa các dân tộc ở dãy Himalaya là hàng dệt thủ công hiển thị màu sắc và hoa văn độc đáo cho nền dân tộc của họ. Cuối cùng, một số người rất coi trọng trang sức. Phụ nữ Rai và Limbu đeo khuyên tai vàng lớn và đeo khuyên mũi để thể hiện sự giàu có của họ thông qua trang sức của họ.
Cư dân ở Garhwal, Gorkha và Kumaon cũng tạo thành một nhóm ngôn ngữ khác biệt quan trọng nhưng có phần giống nhau sống ở vùng Garhwal, Nepal và Kumaon của Uttarakhand, tương ứng, với vương quốc của họ phát triển và mở rộng trong các khoảng thời gian khác nhau.

### Các tôn giáo trong khu vực

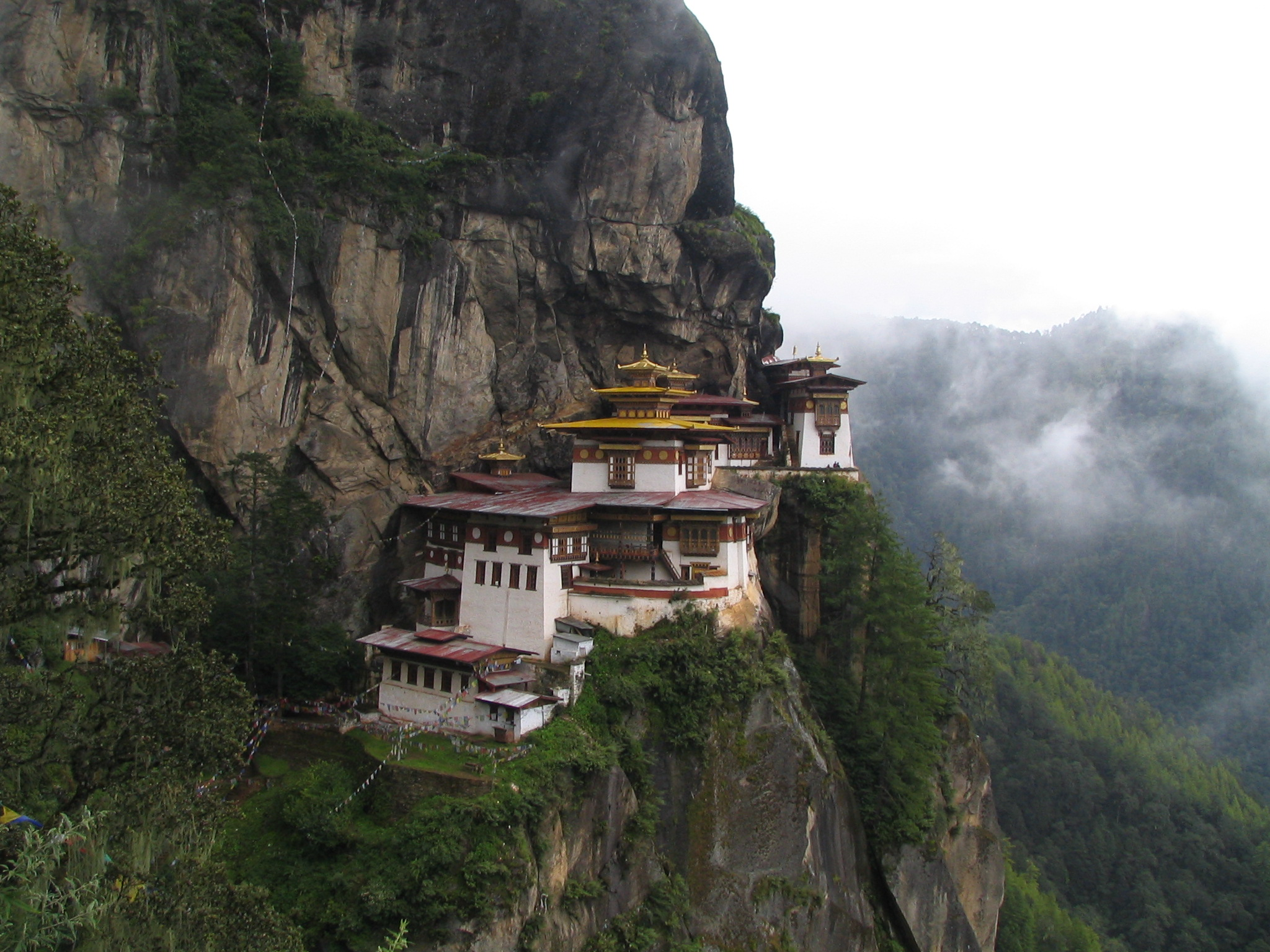
Tu viện Taktsang, hay còn được biết đến với cái tên "Hang hùm"

Nhiều nơi thuộc Himalaya thuộc về các tôn giáo có ảnh hưởng như Phật giáo, Ấn Độ giáo, Kỳ Na giáo và Sikh giáo. Địa điểm tôn giáo nổi tiếng nhất là Paro Taktsang, nơi Padmasambhava được cho là đã thành lập nên Phật giáo ở Bhutan. Padmasambhava cũng được tôn thờ như vị thánh quan thầy của Sikkim. Ngoài ra còn có Hồi giáo và Hindhu Shaivite Kashmiri Pandit trong khu vực Kashmir.
Trong Ấn Đọ giáo, Himalaya được nhân cách hóa là vị thần Himavat, cha đẻ của Ganga và Parvati.
Một số địa điểm Phật giáo kim cương thừa tọa lạc ở dãy Himalaya như ở Tây Tạng, Bhutan và ở các vùng thuộc Ấn Độ như Ladakh, Sikkim, Arunachal Pradesh, Spiti và Darjeeling. Nhiều tu viện nằm ở Tây Tạng, bao gồm cả nơi ở của Dalai Lama. Bhutan, Sikkim và Ladakh cũng có rất nhiều tu viện. Có hơn 6.000 tu viện ở Tây Tạng. Hồi giáo Tây Tạng có các thánh đường của họ ở Lhasa và Shigatse.

## Tài nguyên

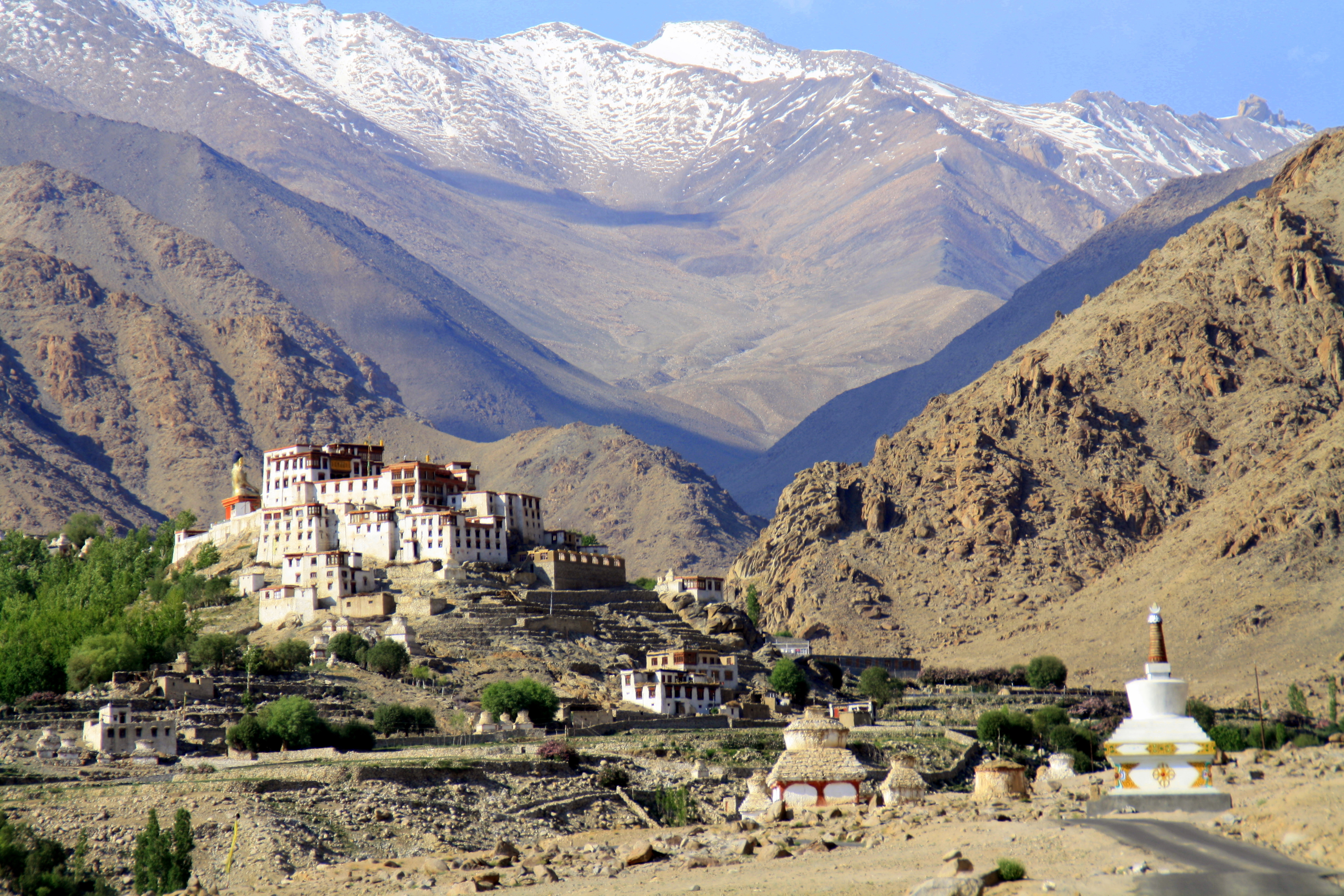
Tu viện Likir ở Ladak.

Himalaya là nơi có sự đa dạng của các nguồn dược liệu. Thực vật từ các khu rừng đã được sử dụng trong nhiều thiên niên kỷ để điều trị các tình trạng từ ho đơn giản đến rắn cắn. Các bộ phận khác nhau của cây - rễ, hoa, thân, lá và vỏ cây - được sử dụng làm phương thuốc cho các bệnh khác nhau. Ví dụ, một chiết xuất vỏ cây từ cây pindrow abies được sử dụng để điều trị ho và viêm phế quản. Lá và thân dán từ một cây xạ hương arachne được sử dụng cho các vết thương và như một thuốc giải độc cho vết rắn cắn. Vỏ cây callicarpa arborea được sử dụng cho bệnh ngoài da. Gần một phần năm của thực vật hạt trần, thực vật có hoa và pteridophyte ở dãy Himalaya được tìm thấy có tính chất dược liệu, và nhiều khả năng sẽ được phát hiện.
Hầu hết dân số ở một số nước châu Á và châu Phi phụ thuộc vào cây thuốc để chữa bệnh hơn là thuốc tây. Vì rất nhiều người sử dụng cây thuốc làm nguồn chữa bệnh duy nhất của họ ở dãy Himalaya, nên cây là nguồn thu nhập quan trọng. Điều này góp phần phát triển công nghiệp kinh tế và hiện đại cả trong và ngoài khu vực. Vấn đề duy nhất là người dân địa phương đang nhanh chóng phá rừng trên dãy Himalaya để lấy gỗ, thường là bất hợp pháp. Điều này có nghĩa là số lượng cây thuốc đang giảm dần và một số trong số chúng có thể trở nên hiếm hơn hoặc, trong một số trường hợp, bị tuyệt chủng.
Mặc dù người dân địa phương đã phá hầu hết các phần của các khu rừng ở dãy Himalaya, nhưng vẫn còn một lượng lớn cây xanh từ các khu rừng nhiệt đới đến các khu rừng núi cao. Những khu rừng này cung cấp gỗ làm nhiên liệu và các nguyên liệu thô khác để sử dụng cho các ngành công nghiệp. Ngoài ra còn có nhiều đồng cỏ cho động vật ăn cỏ. Nhiều giống động vật sống ở những ngọn núi này làm như vậy dựa trên độ cao. Ví dụ, voi và tê giác sống ở độ cao thấp hơn của dãy Himalaya, còn được gọi là vùng Terai. Ngoài ra, những động vật được tìm thấy ở những ngọn núi này là nai Kashmir, gấu đen, hươu xạ, voọc và báo tuyết. Bò Tây Tạng cũng được tìm thấy trên những ngọn núi này và thường được người dân thuần hóa để sử dụng như một công cụ để vận chuyển. Tuy nhiên, quần thể của nhiều loài động vật này và vẫn còn những loài khác đang suy giảm và đang trên bờ vực tuyệt chủng.
Himalaya cũng là nguồn cung cấp nhiều khoáng chất và đá quý. Trong số các loại đá thứ ba, là tiềm năng to lớn của dầu khoáng. Có than nằm ở Kashmir, và đá quý nằm ở dãy Himalaya. Ngoài ra còn có vàng, bạc, đồng, kẽm và nhiều loại khoáng sản và kim loại khác nằm ở ít nhất 100 nơi khác nhau trong những ngọn núi này.